# Semíramis
Semíramis (Σεμίραμις, Šammuramat) fou una llegendària reina d'Assíria, considerada junt amb el seu espòs Ninus (Νῖνος) com els mítics fundadors de l'Imperi Assiri de Nínive que va succeir a aquest últim al tron d'Assíria, La seva història és narrada per Diodor de Sicília, que l'agafa de Ctèsies de Cnidos. i a les faules de Moisès de Khorèn.

## Nom

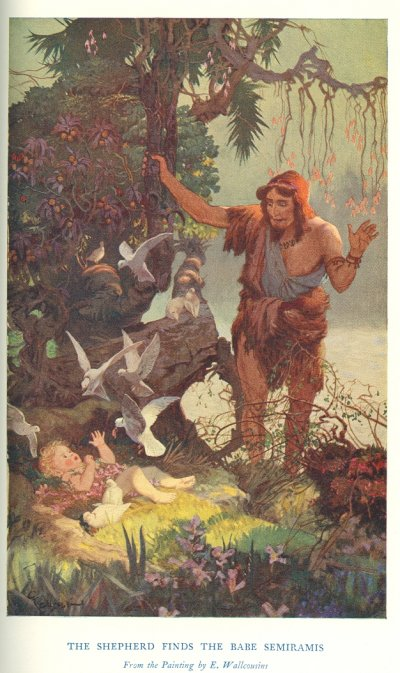
Semíramis

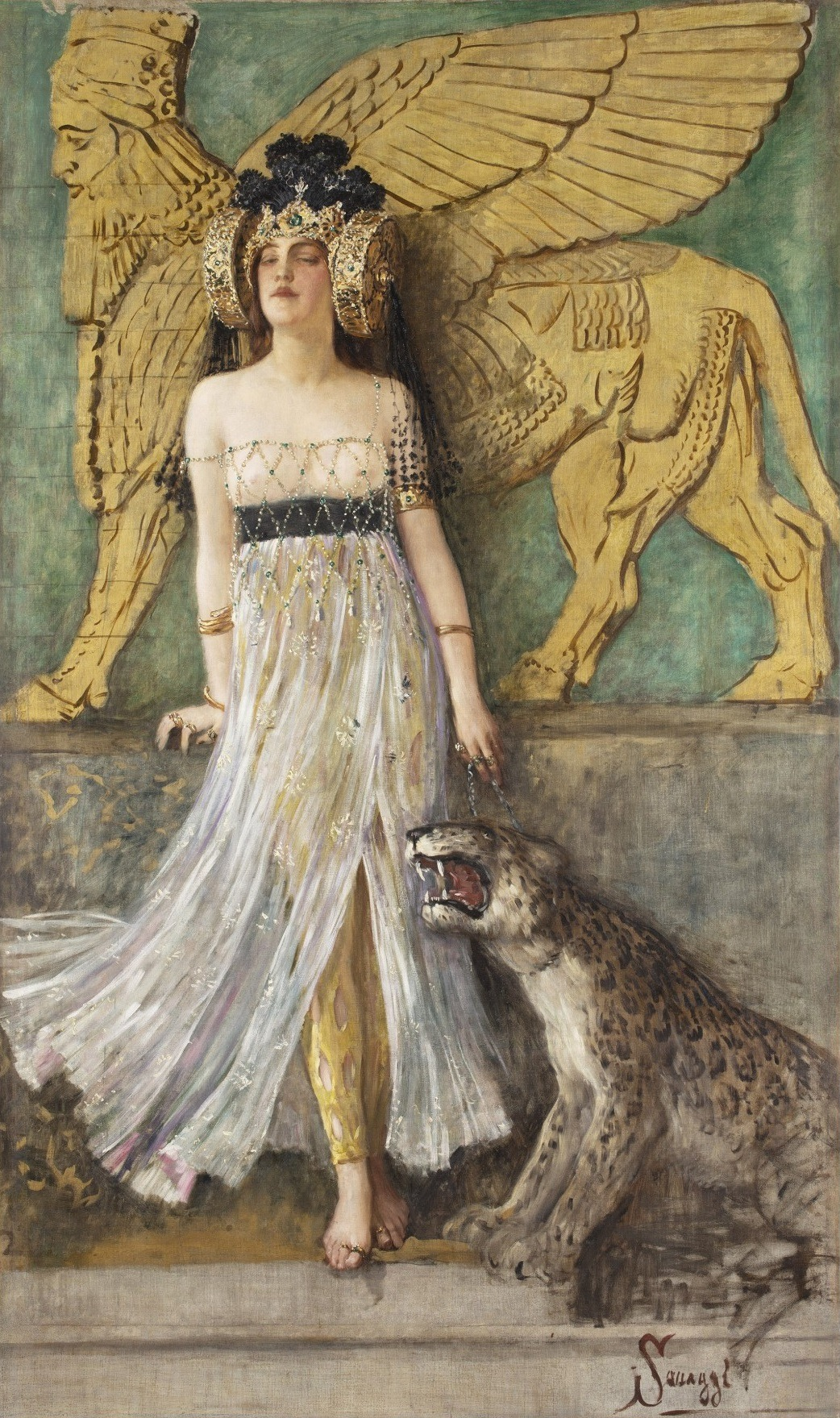
Reina Semiramide, 1905, de Cesare Saccaggi de Tortona.

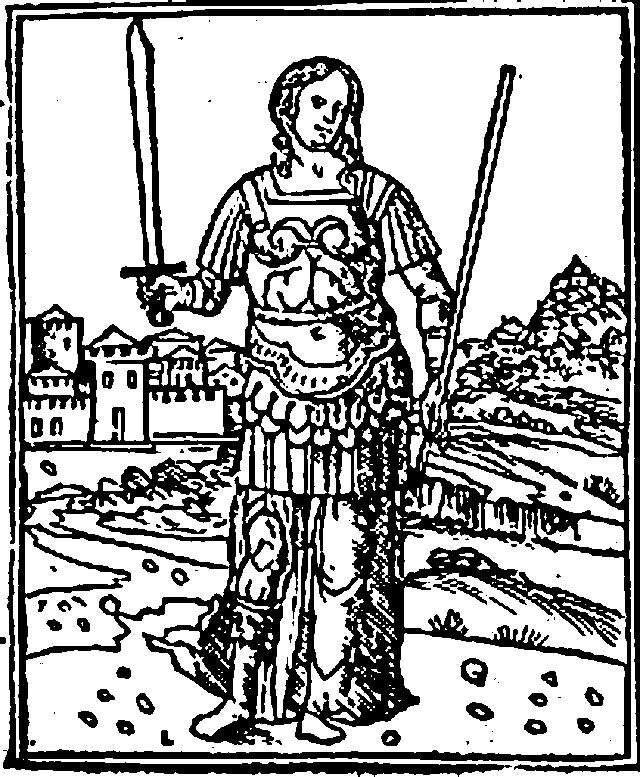
Semiramis (una figura llegendària basada en la vida de Shammuramat) representada com una amazona armada en una il·lustració italiana del segle XVIII

Els armenis i els assiris de l'Iraq, el nord-est de Síria, el sud-est de Turquia i el nord-oest de l'Iran encara fan servir Shamiram com a nom propi per a les noies.
El Sammuramat real i històric (la forma acadia original del nom) va ser l'esposa assiria de Xamxi-Adad V (governada 824 aC–811 aC). Va ser la governant de l'Imperi Neoassiri com a regent durant cinc anys abans que el seu fill Adadnirari III arribés a la majoria d'edat i prengués les regnes del poder. Va governar en un moment d'incertesa política, que és una de les possibles explicacions de per què els assiris poden haver acceptat el govern d'una dona quan la tradició cultural no ho permetia. Va conquerir gran part de l'Orient Mitjà i el Llevant i va estabilitzar i enfortir l'Imperi després d'una guerra civil destructiva. S'ha especulat que el fet de ser una dona que va governar amb èxit podria haver fet que els assiris la consideressin amb especial reverència i que els seus èxits podrien haver estat explicats al llarg de les generacions fins que es va convertir en aquesta figura llegendària.
El nom de Semiramis es va aplicar a diversos monuments d'Àsia occidental i Anatòlia els orígens dels quals havien estat oblidats o desconeguts. Diversos llocs de l'Alta Mesopotàmia i de tota la Mesopotàmia en el seu conjunt, Medes, Iran, el Llevant, Anatòlia, la península Aràbiga i el Caucas portaven el nom de Semiramis, o amb una mica de canvi. Apareix durant l'Edat mitjana i Shamiramagerd (que significa creat per Semiramis en armeni) és l'antic nom de la ciutat armènia de Van. En última instància, gairebé totes les obres estupendes de l'antiguitat prop de l'Eufrates o a l'Iran sembla haver estat atribuïda a ella, fins i tot la inscripció de Behistun de Darios el Gran. Heròdot li atribueix els marges artificials que limitaven l'Eufrates i coneixia el seu nom perquè estava inscrit en una porta de Babilònia.

## Figura històrica

Àrea aproximada controlada per Assíria l'any 824 aC (verd més fosc)

Tot i que els èxits de Semiramis estan clarament en l'àmbit de la historiografia mítica persa, armenia i grega, l'històric Shammuramat va existir sens dubte. Després de la mort del seu marit, podria haver servit com a regent del seu fill, Adadnirari III. Així, durant aquest temps, Shammuramat podria haver tingut el control del vast Imperi neoassiri (911-605 aC), que s'estenia des de les Muntanyes del Caucas al nord fins a la península Aràbiga al sud, i des de l'oest de l'Iran a l'est fins a Xipre a l'oest. A la ciutat d'Assur, al Tigris, va fer construir i inscrit un obelisc que deia: "Estela de Shammuramat, reina de Xamxi-Adad V, Rei de l'Univers, Rei d'Assíria, Mare d'Adad Nirari, Rei de l'Univers, Rei d'Assíria, nora de Salmanassar III, rei de les quatre regions del món".

## Llegenda segons Diodor Siculus

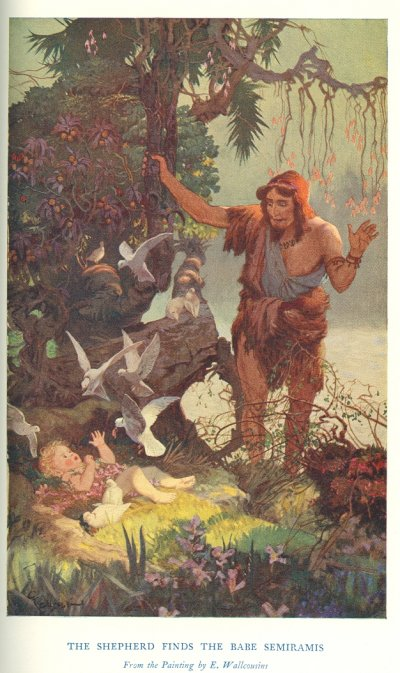
El pastor troba el nen Semiramis d’Ernest Wallcousins (1915)

Segons Diodor, un historiador grec del segle I aC, Semíramis era de pares nobles, filla de la deessa peix Dèrceto d'Ascaló a Assíria, nascuda dels seus amors amb un jove sirià (o amb Caïstre). Va relatar que Dèrceto la va abandonar en néixer i es va ofegar i que els coloms van alimentar el nen amb llet i formatge, que robaven a uns pastors de la rodalia, fins que Simmas, el pastor reial, la va trobar la va criar i li va posar el nom de Semíramis, que vol dir «la que ve dels coloms».
Se la va endur a Nínive, on s'hi va casar amb Onnes i on va tenir dos fills amb ella, Hiàpates i Hidaspes. Semíramis, dotada d'una gran intel·ligència, aconsellava el seu marit en els afers amb molt d'encert.
En aquella època el rei Ninus va emprendre una expedició contra la ciutat de Bactra, i en ser una expedició difícil va reunir un nombrós exèrcit. Però la ciutat va resistir els seus atacs i Ninus hi va posar setge. Onnes, que trobava a faltar la seva esposa, la va fer venir al seu costat. Semíramis va observar la manera com es duia a terme el setge. Va veure que els atacs es dirigien contra el pla, mentre que tant els assaltants com els defensors no prestaven atenció a la ciutadella. Es va posar al capdavant d'un grup de soldats de muntanya i es va enfilar pels penya-segats, fins a arribar a assaltar per la rereguarda les defenses enemigues. Els bactrians, espantats, es van rendir. El rei Ninus, admirat de l'habilitat i del valor de Semíramis, va voler fer-la la seva esposa. A canvi va oferir a Onnes la seva pròpia filla Sosana. Onnes s'hi va negar, i Ninus el va amenaçar de treure-li els ulls. Onnes, desesperat, se suïcidà, i el rei es va casar amb Semíramis.
Amb Ninus, la reina va tenir un fill de nom Nínies (Ninyas). Ninus va morir en una batalla, però ella, difressada de Nínies, es presentà com a hereu del tron i va dur l'exèrcit a la victòria. Segons un altre relat, la mateixa Semíramis va matar el rei.
En tot cas, la llegenda la fa reina dels assiris, gran conqueridora i constructora. Se li ha atribuït la restauració i emmurallat de Babilònia, l'edificació de nombrosos palaus arreu de Pèrsia i de jardins fabulosos, i qualsevol gran obra de constructor desconegut (fins i tot, les piràmides d'Egipte). Es diu que va incorporar al seu imperi Egipte, Líbia i Etiòpia, i que va intentar conquerir l'Índia amb un exèrcit amb falsos elefants construïts pels seus artesans, que va ser, però, repel·lit pel rei Stabrobates i forçat a retirar-se a l'oest de l'Indus.
Després de 42 anys de regnat, va abdicar en el seu fill Nínies i va desaparèixer prenent forma de coloma.
Heròdot esmenta Semíramis com a reina de Babilònia. Probablement, podria identificar-se amb Sammuramat, reina històrica d'Assíria, esposa de Shamshi-Adad V i regenta del seu fill Adadnirari III.
Diodor li va atribuir erròniament la Inscripció de Behistun, que ara se sap que va ser produïda per Darios el Gran. Els escrits de Diodor sobre Semíramis estan fortament influenciats pels escrits de Ctèsies de Cnidos, però investigacions recents suggereixen que els seus escrits sobre Semíamis no sempre segueixen els de Ctésies.

## Altres tradicions antigues
Les llegendes que descriuen Semíramis han estat registrades per aproximadament 80 escriptors antics, inclosos Plutarc, Eusebi de Cesarea, Poliè el Macedoni, Valeri Màxim, Pau Orosi i Justí. Va estar associada amb Inanna i Astarte des de l'època anterior a Diodor. L'associació del peix i el colom es troba a Hierapolis Bambyce (Manbij, ara Manbij), el gran temple que segons una llegenda, va ser fundat per Semíramis, on es mostrava la seva estàtua amb un colom daurat al cap.
El nom de Semiramis es va aplicar a diversos monuments de l'Àsia occidental i d'Anatòlia, els orígens dels quals els escriptors antics de vegades afirmaven que havien estat oblidats o desconeguts. Diversos llocs d'Assíria i de tot Mesopotàmia en el seu conjunt, Medes, Pèrsia, el Llevant, Anatòlia, la península Aràbiga i el Caucas van portar el nom de Semíramis en formes lleugerament modificades, fins i tot alguns anomenats durant l'edat mitjana. Se li atribueix la fundació de la ciutat de Van a Turquia per tenir una residència d'estiu i aquesta ciutat es pot trobar anomenada Shamiramagerd (ciutat de Semiramis).

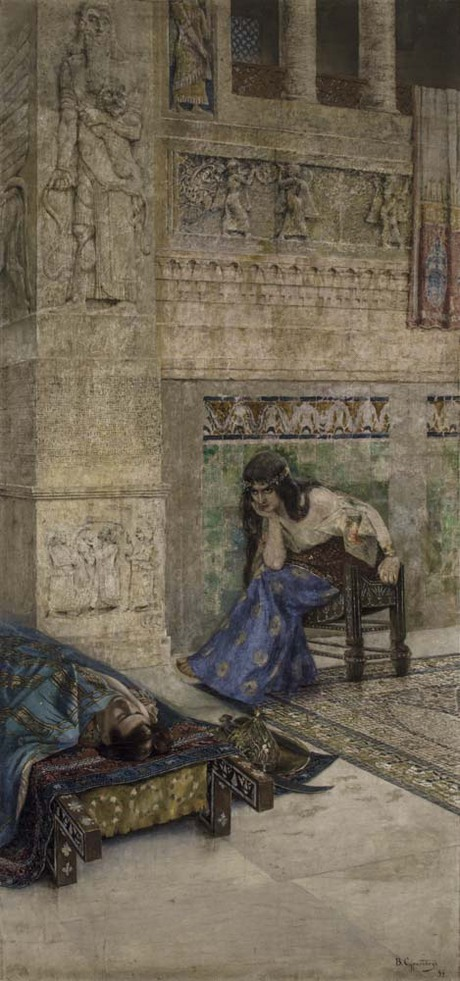
Semiramis mirant el cadàver d'Ara el Bell, 1899, de Vardges Sureniants

Heròdot, un escriptor, geògraf i historiador grec antic que va viure des del 484 fins al 425 aC, atribueix a Semíramis els bancs artificials que limitaven l'Eufrates i sap que el seu nom és portat per una porta de Babilònia. Estrabó, un geògraf, filòsof i historiador grec que va viure a l'Àsia Menor durant l'any 64 o 63 aC fins al 24 dC, li atribueix la construcció de terres i altres estructures "al llarg de gairebé tot el continent". Gairebé totes les obres estupendes de l'antiguitat de l'Eufrates o de l'Iran sembla que finalment s'han atribuït a Semíramis, fins i tot la Inscripció de Behistun de Darios el Gran.
L'historiador romà Ammià Marcel·lí (nascut cap al 330, mort cap al 391-400), que va escriure el penúltim relat històric important que sobreviu des de l'antiguitat, l'acredita com la primera persona que va castrar un jove masculí com a eunuc: "Semiramis, aquella antiga reina que va ser la primera persona que va castrar joves homes de tendra edat"
La tradició armènia retrata Semíramis negativament, possiblement a causa d'una campanya militar victoriosa que va fer contra ells. Una de les llegendes més populars de la tradició armènia implica Semíramis i un rei armeni, Ara el Bell. Segons aquesta llegenda, Semíramis s'havia enamorat del guapo rei armeni Ara i li va demanar que es casés amb ella. Quan ell es va negar, en la seva passió va reunir els exèrcits d'Assíria i va marxar contra Armènia. Durant la batalla, Semiramis va ser victoriosa, però Ara va ser assassinada malgrat les seves ordres de capturar-lo amb vida. Aquesta llegenda continua que per evitar una guerra contínua amb els armenis, Semíramis, que deien que era una bruixa, va prendre el seu cos i va pregar a les divinitats que ressuscitassin Ara d'entre els morts. Quan els armenis van avançar per venjar el seu líder, ella va disfressar un dels seus amants d'Ara i va difondre el rumor que les divinitats havien tornat a la vida a Ara, segons es diu, convèncer els armenis de no continuar la guerra.
En una tradició persistent en aquest sentit, les oracions de Semíramis tenen èxit i Ara torna a la vida. Durant el segle xix, es va informar que un poble anomenat Lezk, prop de Van a Turquia, tradicionalment sostenia que era el lloc de la resurrecció d'Ara.

## En tradicions posteriors
Ella és Semiramis, de qui llegim
Que va succeir a Ninus, i va ser el seu cònjuge;
Va ocupar la terra que ara governa el sultà.
Encara que existien retrats negatius, en general, Semíramis era vista positivament abans de l'ascens del cristianisme. Durant l'edat mitjana, es va associar amb la promiscuïtat i la luxúria. Una història afirmava que tenia una relació incestuosa amb el seu fill, justificant-la aprovant una llei per legitimar els matrimonis entre pares i fills i inventant el cinturó de castedat per dissuadir qualsevol rival romàntic abans que finalment la matés. Això probablement va ser popularitzat al segle V per Pau Orosi en la seva història universal, Seven Books of History Against the Pagans, que s'ha descrit com una "polèmica antipagana". A La Divina Comèdia, Dante situa a Semiramis entre les ànimes dels luxuriosos del Segon Cercle de l'Infern. Apareix al Triomf de l'amor de Petrarca, cant III, vers 76. És una de les tres dones que exemplifica l'"amor malvat" (les altres dues són Biblis i Mirra). S'inclou a De Mulieribus Claris, una col·lecció de biografies de dones històriques i mitològiques de l'autor florentí Giovanni Boccaccio que va ser composta entre 1361  –  1362. Destaca com la primera col·lecció dedicada exclusivament a biografies de dones de la literatura occidental. No obstant això, Semíramis sempre va ser admirada pels seus èxits marcials i polítics.
La seva reputació es va recuperar en part a la baixa edat mitjana i al Renaixement. Va ser inclosa a Llibre de la ciutat de les dames de Christine de Pisan (acabat el 1405) i, a partir del segle xiv, es trobava habitualment a la llista de les nou dignes per a dones.

## Referències literàries

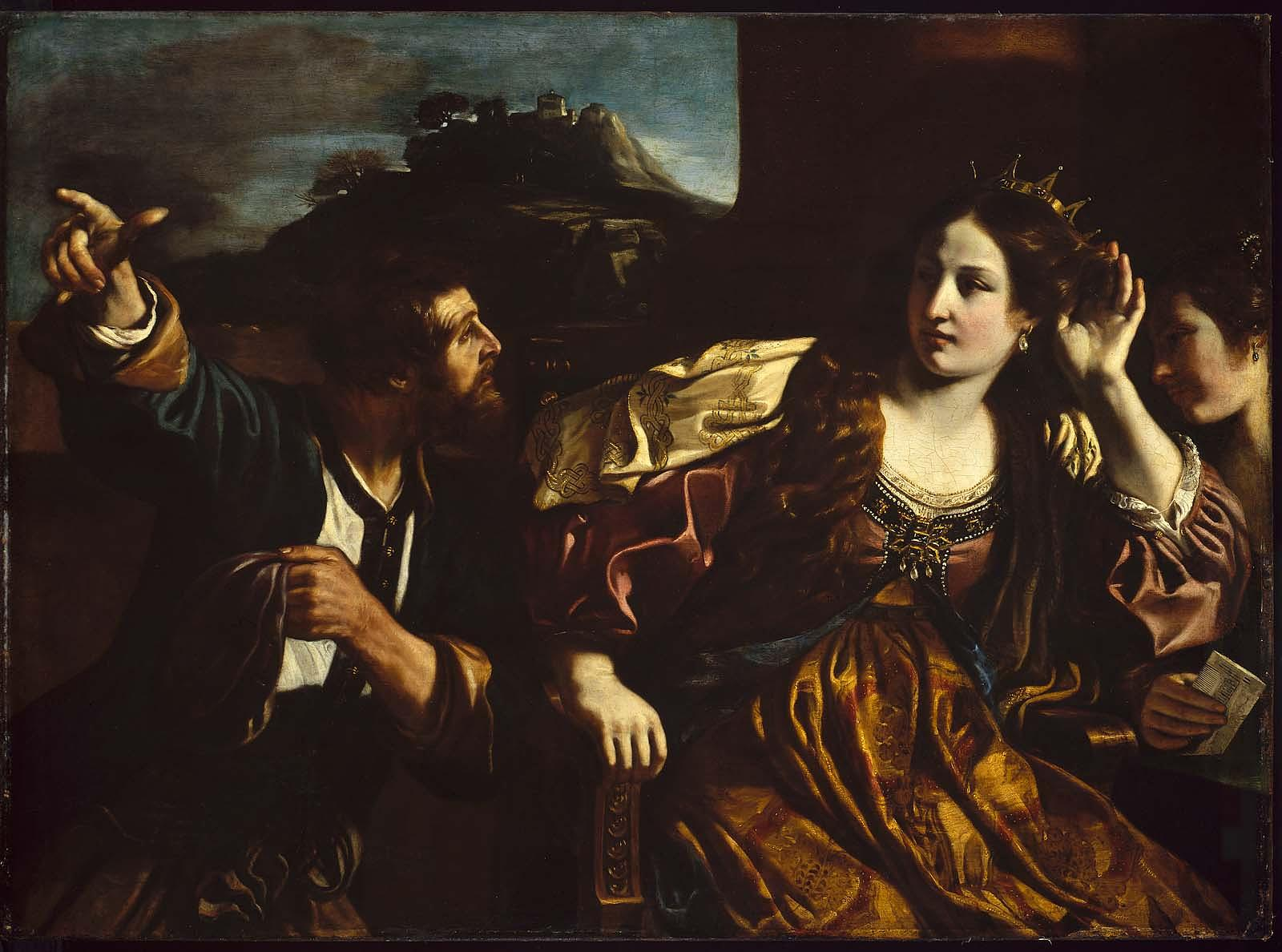
Semiramis audiència de la insurrecció a Babilònia per Guercino, 1624 (Museu de Belles Arts de Boston)